# Стеклянный фильтр
Стеклянные фильтры представляют собой пористую пластинку, получаемую спеканием при высокой температуре стеклянного порошка определенной зернистости. Стеклянные порошки (представляющие собой мелкие шарики) получают распылением расплавленного стекла, например, в воду. После охлаждения порошки фракционируют по размеру и спекают в пластины. Затем, пористые стеклянные пластинки впаивают в стеклянные воронки или другие держатели.

## Классификация
Стеклянные фильтры классифицируются по средней величине пор фильтрующих пластинок, в настоящее время промышленностью выпускаются следующие типы:
Обычно используется стандарт ISO:
Класс 00, 250-500 мкм, 0,25-0,5 мм. Очень грубый фильтр, проходит даже песок. Используется для распыления газов в жидкостях и как перегородка, например в колоннах для хроматографии, осушения (цеолиты), ионного обмена. Такая пористость почти не встречается на практике.

Класс 0, 160-250 мкм, 0,16-0,25 мм. Менее грубый. Используется для тех же целей, что и с классом 00. Встречается на практике в отличие от фильтров с пористостью 00, впаивается очень легко.

Класс 1, 100-160 мкм, 0,1-0,16 мм. Фильтрование грубозернистых осадков. Особенно в вязких жидкостях.

Класс 2, 40-100 мкм, 0,04-0,1 мм. Самая распространенная пористость, большинство осадков фильтруется именно на таком фильтре.

Класс 3, 16-40 мкм, 0,016-0,04 мм. Распространён. Для более мелкозернистых осадков. На таком фильтре также обычно фильтруют ртуть.

Класс 4, 10-16 мкм, 0,01-0,016 мм. Количественное фильтрование очень мелкозернистых осадков типа сульфата бария. Используется в ртутных клапанах (например, для пропуска газа только в одну сторону или поддержания определенного избыточного давления газа). Также для фильтрования грубых коллоидных растворов. Для ускорения процесса необходим перепад давления.

Класс 5, 1-1,6 мкм, 0,001-0,0016 мм. В химическом эксперименте почти не встречается, иногда используется для мелких коллоидных осадков. Основное назначение – отделение микроорганизмов, стерилизация воды, воздуха, растворов. Для фильтрования воды требует заметный перепад давления. Впаивание вызывает заметные сложности.
Реже для определения пористости используется стандарт ASTM:
Класс EC (Extra Coarse) - 170 - 220 мкм.

Класс C (Coarse) - 40 - 60 мкм.

Класс M (Medium) - 10 - 16 мкм.

Класс F-BS (Fine BS) - 4 - 10 мкм.

Класс F-ASTM (Fine ASTM) - 4 - 5,5 мкм.

Класс VF (Very Fine) - 2 - 2,5 мкм.

Класс UF (Ultra Fine) - 0,9 - 1,4 мкм.

## Лабораторные фильтры
В химической лабораторной практике используются воронки с впаянным фильтром Шотта (фильтры Шотта).
Промышленность СССР выпускала фильтры с указанием пористости в виде надписи, например, "ПОР140", западные производители используют классификацию Sx, где x - один из семи стандартных типов пористости:
| Класс | Пористость, мкм | ISO 4793 |
| S00   | 250-500         | P 500    |
| S0    | 160-250         | P 250    |
| S1    | 100-160         | P 160    |
| S2    | 40-100          | P 100    |
| S3    | 16-40           | P 40     |
| S4    | 10-16           | P 16     |
| S5    | 1,0-1,6         | P 1,6    |

## Очистка
Для очистки стеклянных фильтров их промывают большим объемом подходящего растворителя под небольшим давлением (водоструйного насоса или резиновой груши). Для удаления плохо отмывающихся органических загрязнений или следов органических примесей стеклянные фильтры очищают хромовой смесью, для этого фильтр замачивают в хромовой смеси целиком или заполняют фильтр и дают хромовой смеси стечь самостоятельно, дополнительное давление в этом случае не прикладывается.